# ディンダー
ディンダー(Dinder)はスーダン東部センナール州の町。ディンダー川西部の大きな曲線の中にある。
ディンダーはディンダー国立公園を訪れたツアリストの玄関口として機能している。